# Désordres (film, 2012)
Pour les articles homonymes, voir Désordre.
Pour plus de détails, voir Fiche technique et Distribution.
Désordres est un film français d'Étienne Faure sorti en 2012. Il s'agit du troisième long métrage de ce réalisateur, après In extremis (2000) et Des illusions (2009).

## Synopsis
À la suite de sa demande de mutation, Vincent, professeur d'histoire-géographie, emménage avec sa femme Marie et leur fils Raphaël dans une maison du Sud-Ouest de la France. Si lui aspire à une vie plus simple et plus proche de la nature, Marie, pianiste de renommée internationale, le suit à contrecœur. Mais la nouvelle vie de cette famille se verra vite bouleversée par Thibault, un élève de Vincent à la personnalité inquiétante.

## Fiche technique
- Titre : Désordres
- Réalisation et scénario : Étienne Faure
- Production : Eivissa Productions, Bagan Films
- Producteurs : Étienne Faure, Patrick Hernandez
- Producteur associé : Lionel Gonzalez
- Pays :  France
- Chef opérateur : Christophe Larue
- Musique : Mister Modo & Ugly Mac Beer, Laurent Perez
- Premier assistant : Christian Vandelet
- Scripte : Mélanie Julien
- Ingénieur son : Xavier Piroelle
- Chef déco : Philippe Barthélémy
- Accessoiriste : Stéphane Laurent
- Costumes : Esther Pillot
- Maquillage : Sophie Dauchez
- Régisseur général : Gaël Charmette
- Régisseur adjoint : Olivier Rohart-Santini
- Date de sortie :

## Distribution
- Isaach de Bankolé : Vincent
- Sonia Rolland : Marie
- Niels Schneider : Thibaut
- Jean-Christophe Bouvet : Le proviseur
- Dominique Frot : L'aide soignante
- Yannick Debain : Le journaliste
- Noé Nijenhuis : Raphaël
- Lucien Guignard : Jacky
- Delphine Montaigne : L'avocate
- Amélie Henebelle : Charlotte
- Manon Froidefond : Alexandra
- Adrien Bonnin : Gérald
- Stéphane Durieux : L'inspecteur de police
- Taïji Bourdet : Elève
- Mistral Guene : Le père de Marie

## Accueil
Damien Leblanc pour Première évoque un film trop « premier degré ». Noémie Luciani pour Le Monde estime quant à elle le film « maladroit ».